# Euxoa persiae
Euxoa persiae är en fjärilsart som beskrevs av Embrik Strand 1921. Euxoa persiae ingår i släktet Euxoa och familjen nattflyn. Inga underarter finns listade i Catalogue of Life.